# Angelo Barbarigo
Pour les articles homonymes, voir Barbarigo.
Angelo Barbarigo, dit le cardinal de Vérone, (né à Venise, Italie, alors dans la république de Venise et mort à Genève le 16 août 1418) est un cardinal italien du XVe siècle. Sa mère est la sœur du pape Grégoire XII.
D'autres cardinaux de sa famille sont Gregorio Barbarigo (1660), Marcantonio Barbarigo (1686) et Giovanni Francesco Barbarigo (1719).

## Biographie
Angelo Barbarigo est nommé évêque de Kisamos en 1383 et transféré à Vérone en 1406.
Le pape Grégoire XII le crée cardinal lors du consistoire du 19 septembre 1408.
Le cardinal Barbarigo participe au conclave de 1417, lors duquel Martin V est élu, et participe au concile de Constance.